# Río Arbas
El río Arbas es un río del sudoeste de Francia, en el departamento de Alto Garona.
Nace en los Pirineos, en el macizo de Arbas, sobre la localidad del mismo nombre, y desemboca en el río Salat, a la altura de Mane, en el Alto Garona.
- Datos: Q776184
- Multimedia: Arbas River / Q776184